# Yves Bizeul

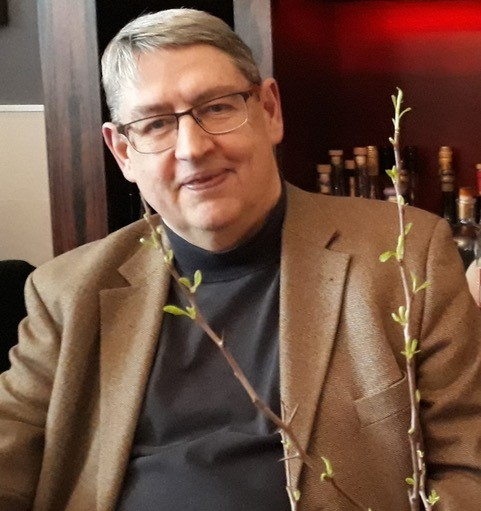
Yves Bizeul am 23. Februar 2019

Yves Albert Bizeul (* 23. Februar 1956 in Paris; † 8. August 2019 in Rostock) war ein französischer Politikwissenschaftler und evangelischer Theologe. Er war von 1995 bis zu seinem Tod Professor für Politische Theorie und Ideengeschichte an der Universität Rostock.

## Wissenschaftlicher Werdegang
Yves Bizeul legte am Lycée Fabert in Metz das Abitur ab. Danach studierte er von 1977 bis 1980 in Nancy am Centre Universitaire d’Études Politiques de Nancy Politik- und Rechtswissenschaft. 1980 erwarb er in Paris an der Université de Droit, d’Économie et de Sciences sociales de Paris, Paris 2 Assas die Licence en Droit, 1981 am Institut d’études politiques de Paris, section Service Public, das Diplôme.
Anschließend absolvierte Bizeul in Paris und Strasbourg ein Studium der Evangelischen Theologie, welches er 1985 an der Université Strasbourg II mit der Maîtrise und 1987, ebenfalls an der Université Strasbourg II, mit dem Diplôme d’Études approfondies abschloss. 1985 bis 1986 studierte er an der Eberhard Karls Universität Tübingen Evangelische Theologie.
1988 wurde Yves Bizeul mit der Arbeit Identité(s) de la minorité protestante en France. Étude épistémologique de la recherche sociologique sur le protestantisme actuel promoviert. Von 1988 bis 1990 war er Forschungsstipendiat der Alexander von Humboldt-Stiftung am Arnold-Bergstraesser-Institut in Freiburg im Breisgau; sein dortiger wissenschaftlicher Gastgeber war Theodor Hanf. 1993 habilitierte er sich mit der Arbeit Gemeinschaften mit Eigenschaften? Die Identität der deutschen und französischen Gemeinschaften und ihre Sozialisationspraktiken. Von 1990 bis 1995 war Bizeul Wissenschaftlicher Mitarbeiter am Deutschen Institut für Internationale Pädagogische Forschung, Abteilung Soziologie, in Frankfurt am Main.
Im Sommersemester 1995 vertrat Yves Bizeul den Lehrstuhl für Politische Theorie und Ideengeschichte am Institut für Politik- und Verwaltungswissenschaften der Universität Rostock. Zum Wintersemester 1995 wurde er auf diesen Lehrstuhl, den er bis zu seinem Tod innehatte, berufen.
Seit 1987 war  Bizeul assoziierter Forscher am Centre de Sociologie des Religions et d’ Éthique Sociale an der Université Marc Bloch in Strasbourg.
Yves Bizeul war Christ der Reformierten Kirche. Er war verheiratet. Er starb nach einer Herzoperation an multiplem Organversagen.

## Forschungsschwerpunkte
Zu Yves Bizeuls Forschungsschwerpunkten gehörten: Gestaltung des Pluralismus und der Kollektividentitäten in den hochmodernen Gesellschaften, politische Mythen und ihre aktuelle Rolle für Gesellschaften, die politische Symbolik und ihre Theorie und Wertewandel, Transformation der Religiosität und neue Solidaritätsformen sowie das Verhältnis von Glaube und Politik.

## Mitgliedschaften
- Mitglied des DFG-Graduiertenkollegs „Deutungsmacht: Religion und belief systems in Deutungsmachtkonflikten“[3]
- Mitglied des Vereins des Arnold-Bergstraesser-Instituts, Freiburg im Breisgau
- Mitglied des Beirats zur Veranstaltung der dialogischen Seminare zur Förderung der inneren Einheit Deutschlands
- Langjähriger Vorsitzender des Kuratoriums der Evangelischen Akademie in Mecklenburg-Vorpommern und mit der Bildung der Nordkirche einer der beiden Co-Vorsitzenden des Beirates der Evangelischen Akademie der Nordkirche.[4]
- Gründungsmitglied im ALUMNI-Verein der Rostocker Politikwissenschaft e. V.[5]

## Schriften (Auswahl)
Der als Sohn einer gebürtigen Deutschen und eines Franzosen französischsprachig aufgewachsene Yves Bizeul publizierte vorrangig in deutscher und französischer Sprache.

### Monographien
- Glaube und Politik, Wiesbaden: VS Verlag für Sozialwissenschaften, 2009, 315 S., ISBN 978-3-531-91681-1.
- Gemeinschaften mit Eigenschaften? Die Identität der deutschen und französischen Gemeinschaften und ihre Sozialisationspraktiken – ein Vergleich, Reihe: Gesellschaft und Bildung, Bd. 6, Baden-Baden: Nomos, 1993, 312 S., ISBN 3-7890-2811-8.
- L’Identité protestante, Paris: Méridiens Klincksieck, 1991, 276 S., ISBN 978-2-8656-3284-8.

### Herausgeberschaft
- Rekonstruktion des Nationalmythos? Deutschland, Frankreich und die Ukraine im Vergleich, Göttingen: V&R unipress, 2013, 266 S., ISBN 978-3-8471-0181-9.
- Gewalt, Moral und Politik bei Eric Weil, Hamburg: Lit-Verlag, 2006, 188 S., ISBN 3-8258-9218-2.
- Integration von Migranten. Französische und deutsche Konzepte im Vergleich, Wiesbaden: Deutscher Universitäts-Verlag, 2004, 195 S., ISBN 978-3-8244-4585-1.
- Politische Mythen und Rituale in Deutschland, Frankreich und Polen, Berlin: Duncker & Humblot, Reihe: Ordo Politicus, Bd. 34, 2000, 235 S., ISBN  3-428-09918-4.

### Mitherausgeberschaft
- Mit Dennis Bastian Rudolf: Gibt es eine kulturelle Identität? Baden-Baden: Nomos, 2020, 286 S., ISBN 978-3-8487-5618-6.
- Mit Ludmila Lutz-Auras, Jan Rohgalf: Offene oder geschlossene Kollektividentität Von der Entstehung einer neuen politischen Konfliktlinie, Wiesbaden: Springer VS, 2019, 446 S., ISBN 978-3-658-16960-2.
- Mit Dennis Bastian Rudolf: Politische Debatten um Migration und Integration. Konzepte und Fallbeispiele, Wiesbaden: Springer VS, 2019, 229 S., ISBN 978-3-658-23963-3.
- Mit Andrea Chartier-Bunzel/Mechthild Coustillac: Émigration et mythe – L’héritage culturel de l’espace germanique dans l’exil à l’époque du national-socialisme, Cahiers d’études germaniques N° 76, Presses Universitaires de Provence, 2019, 292 S., ISBN 979-1-0320-0214-8.
- Mit Stephanie Wodianka: Mythos und Tabula rasa. Narrationen und Denkformen der totalen Auslöschung und des absoluten Neuanfangs, Bielefeld: transcript Verlag, 2018, 178 S., ISBN 978-3-8394-3984-5.
- Mit Hans Jürgen Wendel, Wolfgang Bernard, Sven Müller: Brücke zwischen den Kulturen. „Übersetzung“ als Mittel und Ausdruck kulturellen Austauschs, Reihe: Rostocker Studien zur Kulturwissenschaft, Bd. 7, Rostock: Universität Rostock, 2002, 311 S., ISBN 978-3-8600-9239-2
- Mit Hans Jürgen Wendel, Wolfgang Bernard: Wieviel Armut verträgt die Demokratie? Reihe: Rostocker Studien zur Kulturwissenschaft, Bd. 6, Rostock: Universität Rostock, 2001, 190 S., ISBN 3-86009-222-7.
- Mit Hans Jürgen Wendel, Wolfgang Bernard: Toleranz im Wandel, Reihe: Rostocker Studien zur Kulturwissenschaft, Bd. 4, Rostock: Universität Rostock, 2000, 166 S.[6]
- Mit Matthias Schulz: Die deutsch-französischen Beziehungen: Rückblick und aktueller Stand, Reihe: Rostocker Informationen zu Politik und Verwaltung, Heft 13, Rostock: Universität Rostock, 2000, 80 S.[7]
- Mit Ulrich Bliesener, Marek Prawda: Vom Umgang mit dem Fremden. Hintergrund, Definitionen, Vorschläge, Weinheim: Beltz Verlag, 1997, 253 S., ISBN 978-3-4072-5169-5.